# Hoverhof (Bergisch Gladbach)
Hoverhof  ist ein Ortsteil im Stadtteil Schildgen von Bergisch Gladbach.

## Geschichte
Der Hoverhof zählte zu den frühen Siedlungskernen von Schildgen, die als Lehnsgüter der Herrschaft Osenau in der hochmittelalterlichen Rodeepoche entstanden waren. Das Urkataster verzeichnet hier vier größere Gebäude, die über eine Zufahrt zu der Straße von Mülheim nach Odenthal  (heute Altenberger-Dom-Straße) hatten.
Die Topographia Ducatus Montani des Erich Philipp Ploennies, Blatt Amt Miselohe, belegt, dass der Wohnplatz 1715 als gemeiner Hof kategorisiert wurde und mit Hoferhof bezeichnet wurde. Carl Friedrich von Wiebeking benennt die Hofschaft auf seiner Charte des Herzogthums Berg 1789 als Hoferhoff. Aus ihr geht hervor, dass zu dieser Zeit Teil von Unterodenthal in der Herrschaft Odenthal war.
Unter der französischen Verwaltung zwischen 1806 und 1813 wurde die Herrschaft aufgelöst. wurde politisch der Mairie Odenthal im Kanton Bensberg zugeordnet. 1816 wandelten die Preußen die Mairie zur Bürgermeisterei Odenthal im Kreis Mülheim am Rhein.
Der Ort ist ab der Topographischen Aufnahme der Rheinlande von 1824 als Hoferhof und ab der Preußischen Uraufnahme von 1840 auf Messtischblättern regelmäßig als Hoverhof verzeichnet.
| Jahr | Einwohner | Wohn- gebäude | Kategorie  | Bemerkung     |
| ---- | --------- | ------------- | ---------- | ------------- |
| 1822 | 12        |               | Hof        | Hoferhof gen. |
| 1830 | 14        |               | Hof        | Hoferhof gen. |
| 1845 | 16        | 1             | Ackergüter |               |
| 1871 | 28        | 3             | Hofstelle  | Hoferhof gen. |
| 1885 | 17        | 3             | Wohnplatz  |               |
| 1895 | 13        | 2             | Wohnplatz  |               |
| 1905 | 13        | 3             | Wohnplatz  |               |

## Etymologie
Die Hofsiedlung Hoverhof wurde 1612 in Verbindung mit einem Personennamen als zu Hove erwähnt. Hove ist eine Nebenform des Landmaßes Hufe, das 50–60 Morgen Land umfasste. Demzufolge war die Hofstätte bei ihrer Gründung mit einer Hufe Land ausgestattet.

## Baudenkmal
Das Fachwerkhaus Hover Hof 2 wurde unter Nr. 25 in die Liste der Baudenkmäler in Bergisch Gladbach eingetragen.